# Hallux valgus
Hallux valgus er den latinske betegnelse for at storetåen (hallux) er skæv (i valgus) ind mod de andre tæer. Fejlstillingen skyldes muskulær ubalance mellem musklerne musculus abductor hallucis, som er blevet for slap, og musculus adductor hallucis, som er blevet for stram. Der er altså en hyperadduktion ("overtræk" fra adduktormusklen) i metatarsophalangealleddet (storetåens grundled).
I hovedreglen er fejlstillingen forårsaget af fodtøj og ses kun hos skobærende folkeslag. Den kan opstå, fordi skoene er for smalle i snuderne eller for høje hæle. Ved brug af sko med højere hæl end tre cm risikerer man, at foden glider så langt frem, at tæerne bliver presset sammen i snuden, og storetåen presses i en valgus-stilling (skæv). Yderligere kan sko - uanset hælhøjde - der ikke sidder fast på foden, bevirke, at foden ligeledes glider frem, og tæerne presses sammen i skosnuden. Skæv storetå hænger ofte sammen med skæv lilletå (varus quintus), da skoene som regel trykker fra begge sider.

## Muskulatur

### Musculus abductor hallucis
Udspringer fra hhv. tuber calcanei processus medialis (under hælbenet) og fascia plantaris' forstærkning, aponeurosis plantaris. Musklen løber medialt (i svangen) og insererer medialt på basis af hallux phalanx proximalis, dvs. sætter sig fast på ydersiden af storetåens første tåknogle.  Den har til opgave at trække (abducere) storetåen væk fra de andre tæer (digiti pedis), men er blevet for for slap, og det er nødvendigt at styrke den, så den kan udligne hyperadduktionen for normal mobilitet (bevægelighed).

### Musculus aductor hallucis
Har to hoveder: Caput obliqum og caput transversum.
- Caput obliqum udspringer fra ledbåndet ligamentum plantare longum.
- Caput transversum udspringer fra knoglehovederne af 2.-5. metatars (mellemfodsknogler), samt fra ledbåndet ligamentum metatarseum transversum profundum, der holder disse knogler sammen.

De to muskelhoveder forenes og insererer lateralt på basis af hallux phalanx proximalis, dvs. sætter sig fast på indersiden af første tåknogle i storetåen. Musklen, der har til opgave at trække (adducere) storetåen ind mod de andre tæer, er blevet for for stram, og denne skal altså strækkes for at opnå normal mobilitet.

## Komplikationer og følgevirkninger
Hallux valgus kan give mange andre problemer som:
- Der kan ske en forskydning i metatarsophalangealleddet (storetåens grundled) kaldet ossøs defiguration eller en knyst. Herpå kan opstå en exostose (forøget knoglevækst), callositet (hård hud), clavus durus (hård ligtorn), bulla (vabel), bursa (slimsæk) og ulcus (sår), der kan være forbundet med ømhed/smerte, inflammation og infektion.
- På selve storetåen – og faktisk også på 2. tå – kan der ligeledes opstå hård hud, ligtorne og sår, samt hypertrofi og granulationsvæv, der ligeledes kan være smertefuldt og udvikles til inflammation m.v.
- Neglene kan også påvirkes i form af unguis incarnatus (nedgroet negl), onychauxis (fortykket negl) og onycholysis (negleløsning).
- Hallux valgus kan også føre til andre fejlstillinger som sub- eller supraductus (under- og overlagt tå), digitus malleus (hammertå) på 2. tå - som senere kan føre til pes planus transversus (nedsunket forfod/forfodsplatfod) - med kontrakturer (senesammentrækninger). Også pes plano valgus (platfod) kan forårsages af hallux valgus.
- Mellem tæerne kan der også opstå problemer med maceration (opløst hud) og mycose (svamp) med evt. spredning/udvikling af onychomycosis (neglesvamp), fordi huden ikke får luft.

## Behandling
Det er altid en god idé at behandle fejlstillingen, hvis leddene er mobile (bevægelige), så man undgår komplikationer og forværring af føddernes tilstand. Oplever man problemer med skæve storetæer, er der derfor en god idé at rette henvendelse til læge, fysioterapeut, fodterapeut eller anden behandler, som enten kan vejlede eller videresende til aktuel behandling.
Afhængigt af fejlstillingens omfang, kan flere behandlingsmetoder tages i brug:
- Brug af egnede sko, dvs. sko, som er brede nok ud for tæerne (1 cm bredere end foden), der maksimum har tre cm høj hæl, og som sidder ordentligt fast på foden, så denne ikke skrider frem og presses sammen i skosnuderne.

Det er en god idé at prøve skoene sidst på dagen, da fødderne her er størst pga. hævelse og affladning. Desuden skal de prøves stående/gående, så man får en fornemmelse af, om skoen passer under brug.
- Muskulaturen omkring metatarsophalangealleddet afbalanceres gennem fodøvelser: Abduktoren styrkes og adduktoren strækkes. Dette kan gøres ved at sprede tæerne så meget som muligt fra hinanden. Er dette svært, kan man hjælpe til med hænderne i starten.
- Der kan benyttes aflastninger, som korrigerer storetåen ved at manipulere den tilbage i normal stilling. Aflastningerne kan anskaffes i en standardmodel hos materialister, apoteker og skoforretninger. Det er også muligt at få specielt tilpassede aflastninger, der passer til den enkelte person hos fodterapeuter. Som regel vil en 10 mm tyk, formstabil rytteraflastning være at foretrække for optimal korrektion, men er der andre faktorer (fx komplikationer som nedgroede negle), som også skal tages i betragtning, findes der andre typer aflastninger, som også kan korrigere hallux valgus i et vist omfang samtidig med at de aflaster de andre gener.

## Eksterne kilder og henvisninger
- "Fodterapeutskolen Anatomi"-kompendium udarbejdet af fodterapeuter og undervisere på Fodterapeutskolen på Tradium, Randers.

- Wikimedia Commons har flere filer relateret til Hallux valgus